# Hastings College of Arts & Technology
Das Hastings College of Arts & Technology ist eine staatliche Schule in Großbritannien. Sie liegt in St. Leonards-on-Sea (Hastings), etwa auf halbem Weg zwischen Brighton und Dover, unweit des Eurotunnels.
Das Hastings College ist bekannt für den von ihnen seit mehreren Jahren angebotenen IB-Zweig (International Baccalaureate) in der 6. Jahrgangsstufe (6th Form). Der Jahrgang zählt circa 50 Schüler aus vielen Ländern, darunter ein großer Anteil afrikanischer und indischer Schüler, die zumeist im Alter von 16 oder 17 Jahren mit einem Leistungs-Stipendium (Pestalozzi) für das IB nach England kommen.
Mittlerweile gilt das Hastings College of Arts & Technology als eine der besten Sprachschulen im Land und bietet Schülern aus Europa als einzige staatliche Schule in England die Möglichkeit in einem naheliegenden Internat (Buckswood) zu wohnen. Diese Internatsschüler leben dann in einer von Buckswood bereitgestellten Unterkunft nicht weit von der Schule entfernt.
Aufgrund steigender Bekanntheit und wachsender Bewerberzahlen ist das Hastings College mittlerweile sehr strikt bei der Auswahl seiner Schüler. Bei den Bewerbungsgesprächen wird besonders auf die Zeugnisse der Bewerber geschaut, jedoch die soziale Komponente dabei nicht vernachlässigt.
Des Weiteren bieten sich Möglichkeiten im örtlichen Sportklub, große Teile des für ein erfolgreiches Abschließen des IB geforderten CAS-Programmes (Creativity, Action, Service) zu absolvieren.